# Jesse Pinto
Jesse Fernando Pinto (* 1. Mai 1990 in Darwin) ist ein australisch-osttimoresischer Fußballspieler. 

## Karriere
Pinto erhielt 2005/06 ein Stipendium am NSW Institute of Sport und gehörte im Februar 2006 zum Aufgebot der australischen U-17 für die Qualifikation zur U-17-Asienmeisterschaft 2006. Dies waren die historisch ersten Pflichtspiele einer australischen Auswahl nach dem Verbandswechsel zur Asian Football Confederation. Das australische Team verpasste dabei nach einem Unentschieden gegen Gastgeber Laos und einem knappen Sieg gegen Indonesien die Qualifikation für die Endrunde. In der Folge spielte Pinto im Nachwuchsbereich der Blacktown City Demons und gehörte sowohl bei der Großbritannientournee 2007 als auch ein Jahr später bei der Reise nach Japan und Südkorea zum Aufgebot der australischen Schülernationalmannschaft. In der Saison 2008 kam er für die Herrenmannschaft von Blacktown zu einigen Einsätzen in der New South Wales Premier League (NSWPL), bevor er zur Saison 2008/09 in das für die National Youth League neu geschaffene Nachwuchsteam der Newcastle United Jets wechselte und dazu auch von Blacktown nach Newcastle umzog.
Die Profimannschaft der Jets war als amtierender Meister in die Saison 2008/09 gestartet, fand sich allerdings zum Ende der Saison hin auf dem letzten Tabellenrang. Wegen einiger Ausfälle und Abgänge musste Trainer Gary van Egmond am 9. Januar 2009 für die drittletzte Partie der Saison gegen Tabellenführer Adelaide United auf einige Nachwuchsspieler zurückgreifen und brachte drei Debütanten. Brodie Mooy stand bei seinem Ligadebüt in der Startaufstellung, Jesse Pinto und Jarrad Ross kamen im Verlauf des Spiels per Einwechslung zu ihrem ersten Einsatz in der A-League. Pintos Debüt geriet dabei zum Desaster, nur 16 Minuten nach seiner Einwechslung wurde er in der 83. Minute wieder ausgewechselt. Unmittelbar nach dem Spiel begründete sein Trainer diesen Schritt, in Fußballerkreisen gemeinhin auch als „Höchststrafe“ bezeichnet, in einem Fernsehinterview damit, dass Pinto Fehler machte und der „schlechteste Spieler dort draußen“ gewesen sei. In der anschließende Pressekonferenz versuchte van Egmond seine Aktion, die von Presse- und Fanseite stark kritisiert wurde, damit zu rechtfertigen, dass er den seiner Meinung nach immer unsicherer werdenden Spieler von seinem „Leiden erlösen“ und ihn schützen wollte.
Trotz dieser misslungenen Premiere kam Pinto auch an den folgenden, letzten beiden Spieltagen jeweils zu einem Kurzeinsatz und wurde auch für die AFC Champions League 2009 gemeldet, schaffte es aber nicht in ein Spieltagsaufgebot. In der Saisonpause 2010 spielte Pinto für die West Sydney Berries in der NSWPL und kehrte zur Saison 2010/11 in das Nachwuchsteam der Jets zurück. Unter Branko Čulina, der im Sommer 2010 die Nachfolge von van Egmond antrat, kam Pinto nicht mehr im Profiteam zum Einsatz, 2011 endete seine Zugehörigkeit zu den Jets.
Im November 2011 führte Pinto die U-23-Auswahl von Osttimor als Kapitän bei den Südostasienspielen in Indonesien an, nachdem er vom Co-Trainer des osttimoresischen Nationalteams kontaktiert worden war. Durch Siege über Brunei und die Philippinen schloss die Mannschaft in der sechs Teams umfassenden Vorrundengruppe auf dem dritten Rang, verpasste damit aber den Einzug ins Halbfinale. Zuvor hätte er bereits Mitte 2011 für das A-Nationalteam von Osttimor im Rahmen der WM-Qualifikationsspiele gegen Nepal mitwirken sollen, wegen seiner internationalen Auftritte für Australien war aber zunächst ein Verbandswechsel bei der FIFA notwendig, der nicht mehr rechtzeitig vollzogen werden konnte. Im Oktober 2012 gehörte Pinto zum Aufgebot Osttimors in der Qualifikation für die ASEAN-Fußballmeisterschaft 2012. Sein Länderspieldebüt gab er im zweiten Gruppenspiel bei der 1:2-Niederlage gegen Myanmar, als er seine Mannschaft als Kapitän aufs Feld führte.
Um öfter für die Landesauswahlen aktiv sein zu können, lebt Pinto den Großteil des Jahres in Osttimor und ist auf Vereinsebene für Dili United aktiv.